# Eoophyla lobophoralis
Eoophyla lobophoralis là một loài bướm đêm trong họ Crambidae.